# Щербаков, Сергей Геннадьевич
Серге́й Генна́дьевич Щербако́в (укр. Сергій Геннадійович Щербаков; род. 15 августа 1971, Донецк) — советский, российский и украинский футболист, нападающий и полузащитник. Мастер спорта СССР (1990). В течение своей карьеры выступал за донецкий «Шахтёр» и за лиссабонский «Спортинг». Считался одним из самых одарённых футболистов СССР начала 90-х, однако карьеру прервала автокатастрофа 14 декабря 1993 года, в результате которой Щербаков получил тяжелейшую травму, не позволившую ему далее заниматься футболом.

## Биография

### Игровая карьера
Вырос в спортивной семье. Отец — Геннадий Юрьевич Щербаков, играл за команду второй лиги «Новатор» из Мариуполя на позиции центрального защитника. Мать занималась гимнастикой. Младший брат Андрей тоже занимался футболом, но профессиональным игроком не стал.
Воспитанник СДЮШОР донецкого «Шахтёра». Тренеры — Николай Кривенко, Пётр Пономаренко.
В основном составе «Шахтёра» дебютировал 6 июня 1988 года в Алма-Ате в матче на Кубок Федерации против «Кайрата» — 1:3. За «Шахтёр» в высшей лиге СССР сыграл 52 матча, забил 12 мячей. Щербаков быстро раскрывался как футболист и, видя это, руководство клуба помогало обустраиваться футболисту в Донецке. Так, ему были выделены двухкомнатная квартира и автомобиль «семерка».
Удачно сыграв на молодёжном чемпионате мира, где стал с 5 мячами лучшим бомбардиром турнира, отправился на просмотр в ПСВ. Контракт с голландским клубом не подписал только потому, что наставник команды Бобби Робсон уже получил предложение от лиссабонского «Спортинга» и рассчитывал на игрока в новой команде. Щербаков вернулся в «Шахтер» и в 1992 играл в первом чемпионате Украины. Включён в список 33-х лучших футболистов Украины под № 1.
Летом 1992 года подписал четырёхлетний контракт со «Спортингом». После перехода клуб помог Щербакову заключить фиктивный брак (с внучкой одного из работников «Спортинга»), что дало возможность получить португальский паспорт и не числиться в команде легионером. Проведя с командой несколько товарищеских игр, получил травму (разрыв мышцы бедра) и три месяца лечился. Первой игрой после травмы стал поединок против молодежной сборной Люксембурга 27 октября 1992 года.
В новой команде дебютировал в игре против «Белененсиша», выйдя на замену на 15-й минуте. Поначалу играл на месте левого полузащитника, заменяя выбывшего из-за травмы игрока, но потом Бобби Робсон перевел игрока на привычное для него место «под нападающими». Партнерами Щербакова в клубе были Луиш Фигу, Красимир Балаков, Ивайло Йорданов. За полтора сезона провел 25 матчей и забил 5 голов в чемпионате Португалии.

### Автокатастрофа в Лиссабоне
14 декабря 1993 года уволенный из «Спортинга» Бобби Робсон устроил прощальный банкет. Как позже признался Щербаков, на банкете он выпивал, но, садясь за руль, чувствовал себя уверенно. Однако 4 раза проехал на красный запрещающий сигнал светофора. Возвращаясь домой на своем «Рено» по Авенида да Либертаде, Щербаков на большой скорости столкнулся с машиной местного радиожурналиста. Чтобы извлечь футболиста из покорёженного автомобиля, понадобился автоген. Итогом аварии стала травма позвоночника и паралич обеих ног. В шоковом состоянии футболиста отвезли в реанимацию. Внутреннее кровотечение помешало сделать срочную операцию, которую смогли сделать только сутки спустя. Впоследствии перенёс несколько операций на позвоночнике, в том числе по вживлению в поврежденный спинной мозг стволовых клеток.
Автокатастрофа поставила крест на дальнейшей карьере Щербакова. Вскоре после трагедии «Спортинг» организовал благотворительный матч. На игру пришли 36 тысяч болельщиков, выручено было $125 тыс. Однако вскоре руководство «Спортинга» отказалось выплачивать Щербакову часть причитающихся средств после расторжения контракта, судебные тяжбы ни к чему не привели. С 1997 года Щербаков проживает в Москве.
Сергей Щербаков лечился в реабилитационном центре Валентина Дикуля, а также посещал матчи российской сборной — в частности, 15 ноября 1998 года он присутствовал на ответном стыковом матче чемпионата мира 1998 года между сборными России и Италии, проделав маршрут Москва — Рим — Неаполь.
С 1998 года работает тренером-селекционером в ФК «Локомотив». Возглавлял федерацию футбола России ДЦП, откуда ушёл вскоре после отставки Вячеслава Колоскова.
В 2003 году, спустя 10 лет после аварии, «Спортинг» и «Локомотив» заявили о возможности провести благотворительный матч в честь Сергея Щербакова.
В 2018 году «Спортинг» разослал своим болельщикам серию поздравительных открыток: в одной из них, датируемых 13 декабря, была упомянута и автокатастрофа с участием Щербакова. Представители игрока возмутились поступком клуба и пригрозили возобновить судебные тяжбы по поводу невыплаты Щербакову средств по контракту.

## Сборные
- Юношеская сборная СССР: 32 (?)[12]
- Олимпийская сборная СССР: 3 матча (1 гол)
- Молодёжная сборная России[13][14]
- Сборная Украины: 2 (0).

### Украина
За сборную Украины сыграл 2 игры.
Дебютировал 29 апреля 1992 года в товарищеском матче со сборной Венгрии (1:3). Это был первый матч в истории сборной Украины. На 69-й минуте был заменен Сергеем Гусевым.
Свой второй (и последний) матч за сборную Украины провёл 27 июня 1992 года против сборной США (0:0).
| Матчи в составе сборной Украины по футболу | Матчи в составе сборной Украины по футболу | Матчи в составе сборной Украины по футболу | Матчи в составе сборной Украины по футболу | Матчи в составе сборной Украины по футболу | Матчи в составе сборной Украины по футболу | Матчи в составе сборной Украины по футболу | Матчи в составе сборной Украины по футболу | Матчи в составе сборной Украины по футболу | Матчи в составе сборной Украины по футболу | Матчи в составе сборной Украины по футболу | Матчи в составе сборной Украины по футболу | Матчи в составе сборной Украины по футболу |
| N                                          | №                                          | Дата                                       | Место                                      | Турнир                                     | Соперник                                   | Счёт                                       | Голы                                       | Минуты                                     | Замены                                     | Наказания                                  | Клуб                                       | Примечание                                 |
| ------------------------------------------ | ------------------------------------------ | ------------------------------------------ | ------------------------------------------ | ------------------------------------------ | ------------------------------------------ | ------------------------------------------ | ------------------------------------------ | ------------------------------------------ | ------------------------------------------ | ------------------------------------------ | ------------------------------------------ | ------------------------------------------ |
| 1                                          | 1                                          | 29.04.1992                                 | Украина, Ужгород, «Авангард»               | Товарищеский матч                          | Венгрия                                    | 1 : 3                                      |                                            | 68                                         | 69'                                        |                                            | «Шахтер» (Донецк)                          |                                            |
| 2                                          | 2                                          | 27.06.1992                                 | США, Пискатауэй, «Ратгерс Стэдиум»         | Товарищеский матч                          | США                                        | 0 : 0                                      |                                            | 90                                         |                                            |                                            | «Шахтер» (Донецк)                          |                                            |
| Итого:                                     | Итого:                                     | Итого:                                     | 2 игры; +0 =1 −1; голы 1:3 (−2)            | 2 игры; +0 =1 −1; голы 1:3 (−2)            | 2 игры; +0 =1 −1; голы 1:3 (−2)            | 2 игры; +0 =1 −1; голы 1:3 (−2)            |                                            | 158 мин.                                   | 158 мин.                                   |                                            |                                            |                                            |

## Достижения
- Чемпион Европы 1990 в составе юниорской сборной СССР (U-18) (9 игр, 4 мяча).
- Бронзовый призёр и лучший бомбардир молодёжного чемпионата мира 1991 (6 игр, 5 мячей).
- Бронзовый призёр чемпионата Португалии 1993, 1994[12].

## Семья
Трижды женат. Первый брак, с внучкой работника «Спортинга», был фиктивным, ради выступления в клубе.
Второй раз женился на кубинке по имени Кармен, которая работала в медико-восстановительном центре на Кубе, где он проходил лечение. Она в тот момент была разведена и предложила Щербакову жить у неё. 31 марта 2002 года у них родился сын Максим. Однако отношения у супругов не сложились, и они расстались.
В июне 2003 года женился на Наталье Ковгар (в девичестве Новожилова), мастере спорта международного класса по гимнастике. Познакомился с ней в реабилитационном центре Дикуля, где она восстанавливалась после травмы колена. На момент свадьбы у Ковгар был пятилетний сын Артём от первого брака. Президент «Локомотива» Валерий Филатов подарил молодожёнам квартиру в Москве. Через девять лет они развелись, по словам жены после неоднократных измен мужа и страсти его к игре в казино.
В апреле 2014 года Щербаков сообщил, что его бывшая жена пытается выселить его из квартиры в Москве, создавая невыносимые условия для проживания.
Имеет гражданство Португалии.